# Månstorp
Månstorp är en av fyra kommundelar i Vellinge kommun. Månstorp utgör kommunens östligaste del och gränsar till Vellinge kommundel och till Malmö, Svedala och Trelleborgs kommuner. 
Månstorp hade 2 894 invånare år 2009, att jämföra med 2 283 år 1973. I kommundelen ligger de tre orterna Arrie, Västra Ingelstad och Östra Grevie. Kommunen genomkorsas av länsväg 101 och järnvägen mellan Malmö och Trelleborg, Kontinentalbanan, som sedan 2015 åter har regional persontrafik.